# 帕什科韋
48°55′10″N 37°13′47″E / 48.91944°N 37.22972°E
帕什科韋（烏克蘭語：Пашкове）是位於烏克蘭東部的村莊，由哈爾科夫州伊久姆區的巴爾溫科韋市鎮負責管轄。該村始建於1923年，面積0.83平方公里，海拔高度95米，2001年人口133，人口密度每平方公里160.4人。